# Eva (2018)
Eva is een Franse film uit 2018, geschreven en geregisseerd door Benoît Jacquot en gebaseerd op het gelijknamig boek uit 1945 van de Britse schrijver James Hadley Chase. De film is een remake van de gelijknamige film uit 1962.

## Verhaal
De veelbelovende schrijver Bertrand gaat tijdens een sneeuwstorm schuilen in een chalet. Daar ontmoet hij de zorgeloze en mysterieuze Eva. De vrouw wordt een obsessie voor hem en brengt hem aan het randje van de afgrond.

## Rolverdeling
| Acteur           | Personage             |
| ---------------- | --------------------- |
| Isabelle Huppert | Eva                   |
| Gaspard Ulliel   | Bertrand Valade       |
| Julia Roy        | Caroline              |
| Richard Berry    | Régis Grant           |
| Didier Flamand   | de vader van Caroline |
| Marc Barbé       | de man van Eva        |

## Productie
In december 2016 werd aangekondigd dat Isabelle Huppert en Gaspard Ulliel de hoofdrollen zullen vertolken in de nieuwste film van Benoit Jacquot, een nieuwe adaptatie van de roman van James Hadley Chase en de filmopnamen gingen van start in januari 2017.

### Release
Eva ging op 17 februari 2018 in première op het internationaal filmfestival van Berlijn in de competitie voor de Gouden Beer.